# Lucilla
Lucilla  è un nome proprio di persona italiano femminile.

## Varianti
- Maschili: Lucillo[4][5]

### Varianti in altre lingue
- Catalano: Lucil·la[6]
- Francese: Lucille[1][7][8], Lucile[1]
- Inglese: Lucille[1][7], Lucile[1]
- Latino: Lucilla[1][2][4][8]
  - Maschili: Lucillus[2][4]
- Spagnolo: Lucila[1][6]

## Origine e diffusione
Deriva dal cognomen romano, di epoca imperiale, Lucilla (al maschile Lucillus), che costituisce un diminutivo dei nomi Lucius e Lucia. Alcune fonti lo riconducono direttamente al latino lux ("luce"), da cui gli stessi Lucius e Lucia potrebbero derivare.
La sua diffusione in Italia è sostenuta dal culto di varie sante e santi minori così chiamati, ed è stato ulteriormente riportato in voga a partire dagli anni 1960; non è un nome comune, ma gode di una certa frequenza: è attestato maggiormente nel Nord e nel Centro, con punte in Lombardia. La forma maschile Lucillo, di gran lunga meno usata, è limitata sostanzialmente al qualche zona del Veneto (dove resiste per via del culto di san Lucillo, vescovo di Verona).

## Onomastico
L'onomastico si può festeggiare in diverse date, in memoria delle seguenti figure:
- 4 maggio, santa Lucilla, martire sotto Diocleziano, venerata a Novellara[9]
- 7 maggio, santa Lucilla, martire in Africa[2]
- 29 luglio, santa Lucilla, vergine e martire a Roma con i santi Flora, Eugenio ed altri sotto Gallieno[2][3][9][10]
- 31 ottobre (o 25 agosto, o 8 dicembre[2]), santa Lucilla, vergine e martire a Roma con suo padre Nemesio sotto Valeriano[2][9][10]
- 31 ottobre, san Lucillo, vescovo di Verona[11]
- 10 novembre, beata Lucilla di Gesù, religiosa, martire a Madrid, una dei martiri della guerra civile spagnola[10]

## Persone

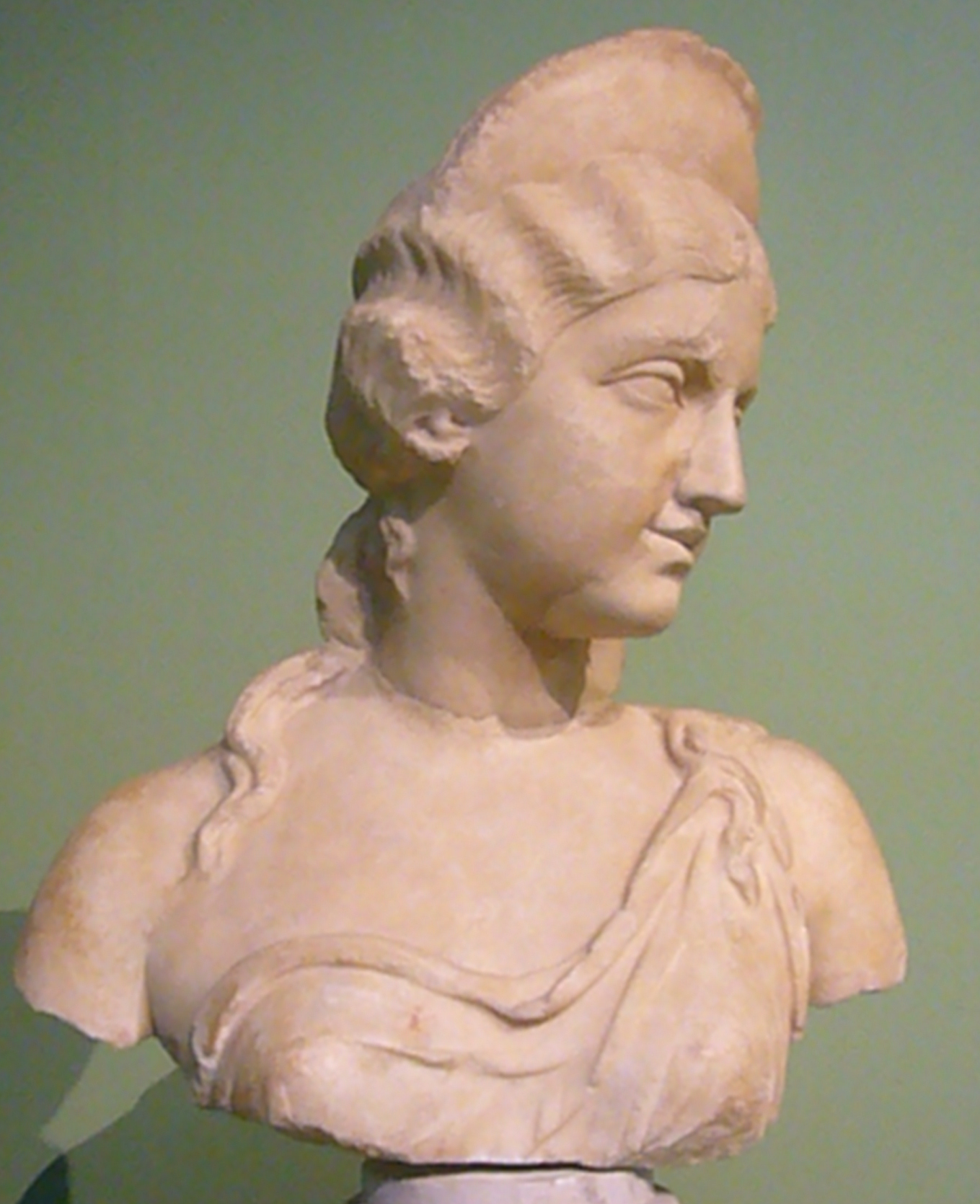
Annia Aurelia Galeria Lucilla

- Annia Aurelia Galeria Lucilla, imperatrice romana
- Domizia Lucilla, madre di Marco Aurelio
- Lucilla Agosti, conduttrice televisiva, conduttrice radiofonica e attrice italiana
- Lucilla Andreucci, atleta italiana
- Lucilla Galeazzi, cantautrice italiana
- Lucilla Giagnoni, attrice italiana
- Lucilla Morlacchi, attrice italiana
- Lucilla Perrotta, giocatrice di beach volley italiana
- Lucilla Udovich, soprano statunitense

### Variante Lucille
- Lucille Ball, attrice statunitense

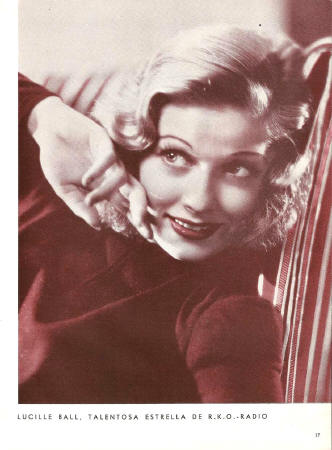
Lucille Ball

- Lucille Bliss, attrice e doppiatrice statunitense
- Lucille Bremer, attrice e ballerina statunitense
- Lucille Fletcher, scrittrice statunitense
- Lucille La Verne, attrice statunitense
- Lucille Fay LeSueur, vero nome di Joan Crawford, attrice statunitense
- Lucille Roybal-Allard, politica statunitense
- Lucille Teasdale, medico canadese
- Lucille Young, attrice francese

### Variante Lucile

Lucile Duplessis

- Lucile Browne, attrice statunitense
- Lucile Duplessis, moglie di Camille Desmoulins
- Lucile Fain, golfista francese
- Lucile Grahn, ballerina danese
- Lucile Hadžihalilović, regista, sceneggiatrice, montatrice, produttrice cinematografica e attrice francese
- Lucile Randon, supercentenaria e religiosa francese
- Lucile Watson, attrice canadese

### Variante Lucila
- Lucila de María del Perpetuo Socorro Godoy Alcayaga, vero nome di Gabriela Mistral, poetessa, educatrice e femminista cilena
- Lucila Pascua, cestista spagnola

### Variante maschile Lucillo
- Lucillo, politico romano
- Lucillo Grassi, pittore italiano
- Lucillo Merci, militare italiano

## Il nome nelle arti
- Lucilla è un personaggio dell'opera lirica La scala di seta di Gioachino Rossini.
- Lucille Bruceburton è un personaggio della serie a fumetti PK - Paperinik New Adventures.
- Lucilla Malfatti è un personaggio della serie televisiva Chiara e gli altri.
- Lucilla Paperella è la protagonista femminile della parodia a fumetti I promessi paperi.
- Lucilla Valpieri è un personaggio della novella La maestrina Boccarmè, compresa fra le Novelle per un anno di Luigi Pirandello.
- Lucille "Lucy" van Pelt è un personaggio delle strisce a fumetti Peanuts di Charles Schulz.
- Lucille è una canzone di B.B. King.